# Emilia Docet

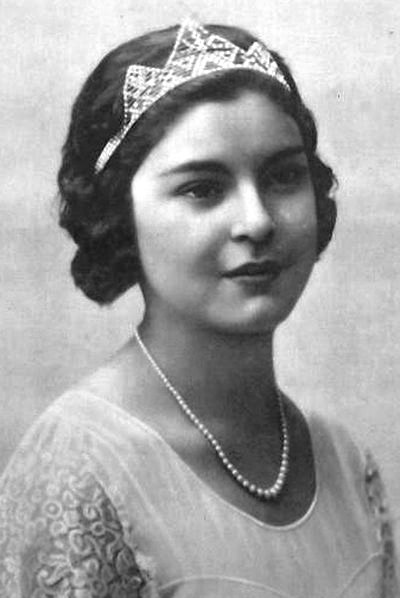
Emilia Docet, Miss España 1933.

Emilia Docet (Vigo, 9 luglio 1915 – 22 febbraio 1995) è stata una modella spagnola, eletta Miss Spagna nel 1933.

## Biografia
Esperta nuotatrice, fu eletta Miss Spagna il 14 febbraio del 1933 a Madrid. Nello stesso anno la stessa città ospitò la prima edizione della Miss Europa.
In seguito sarà attiva in politica con il Partido Galeguista; fra le sue azioni una delle più celebri fu la richiesta al ministro delle politiche agricole di rimuovere un embargo che riguardava 7.000 contadini galiziani.